# Mount Bockheim
Mount Bockheim ist ein 2749 m hoher Berg im ostantarktischen Viktorialand. Er ragt am nordwestlichen Ende des Maine Ridge in der Royal Society Range auf, wo er nördlich und südlich vom Tedrow-Gletscher und dem Matataua-Gletscher flankiert wird.
Das Advisory Committee on Antarctic Names benannte ihn nach dem US-amerikanischen Pedologen James G. Bockheim von der University of Wisconsin–Madison, der in den 1970er und 1980er Jahren in zwölf Forschungskampagnen Bodenuntersuchungen im Gebiet der Antarktischen Trockentäler durchführte.